# Sumber Sari (Tapung Hulu)
Sumber Sari is een bestuurslaag in het regentschap Kampar van de provincie Riau, Indonesië. Sumber Sari telt 4114 inwoners (volkstelling 2010).